# Crepis capillaris
Crepis capillaris es una  especie del género Crepis. 

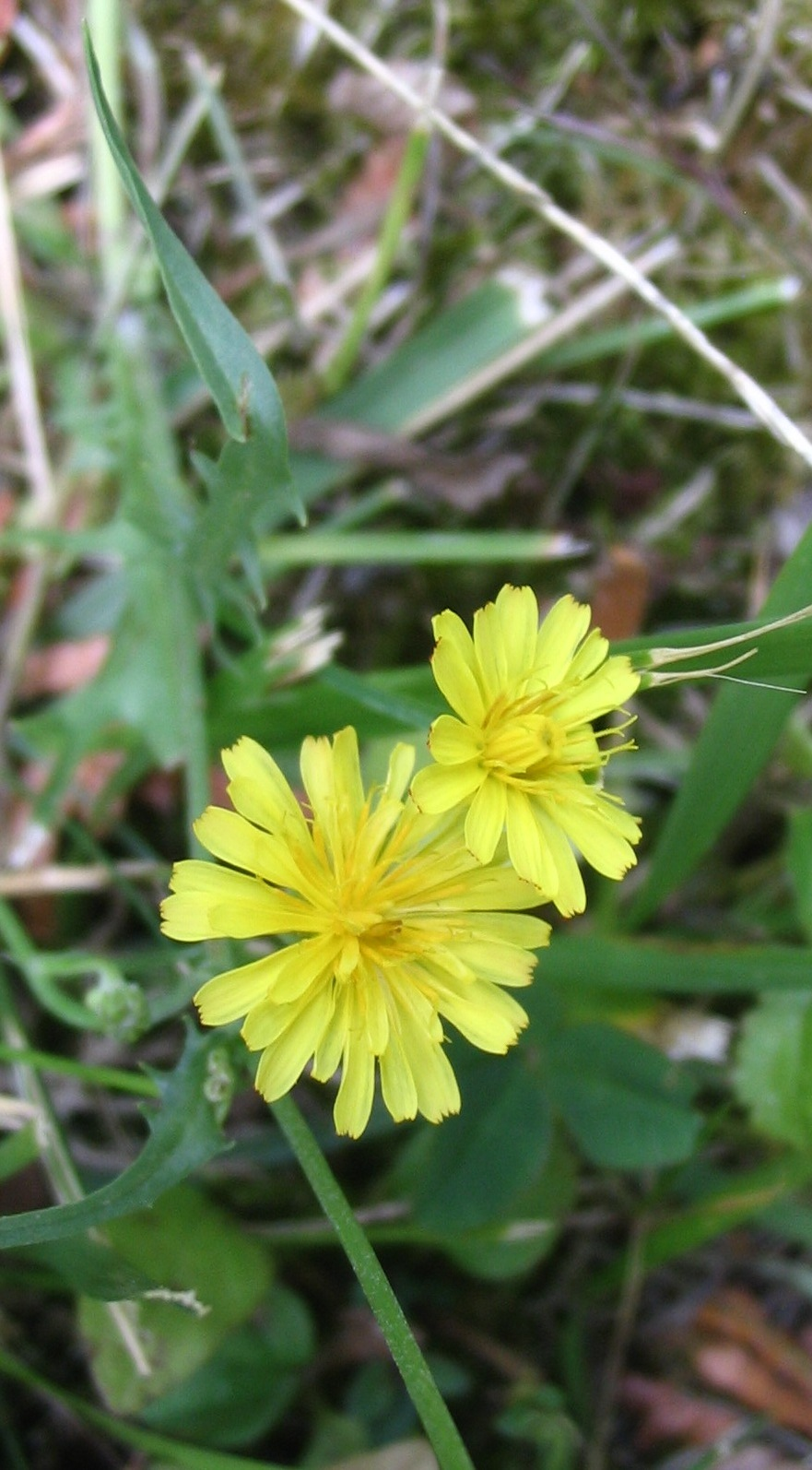
Flores

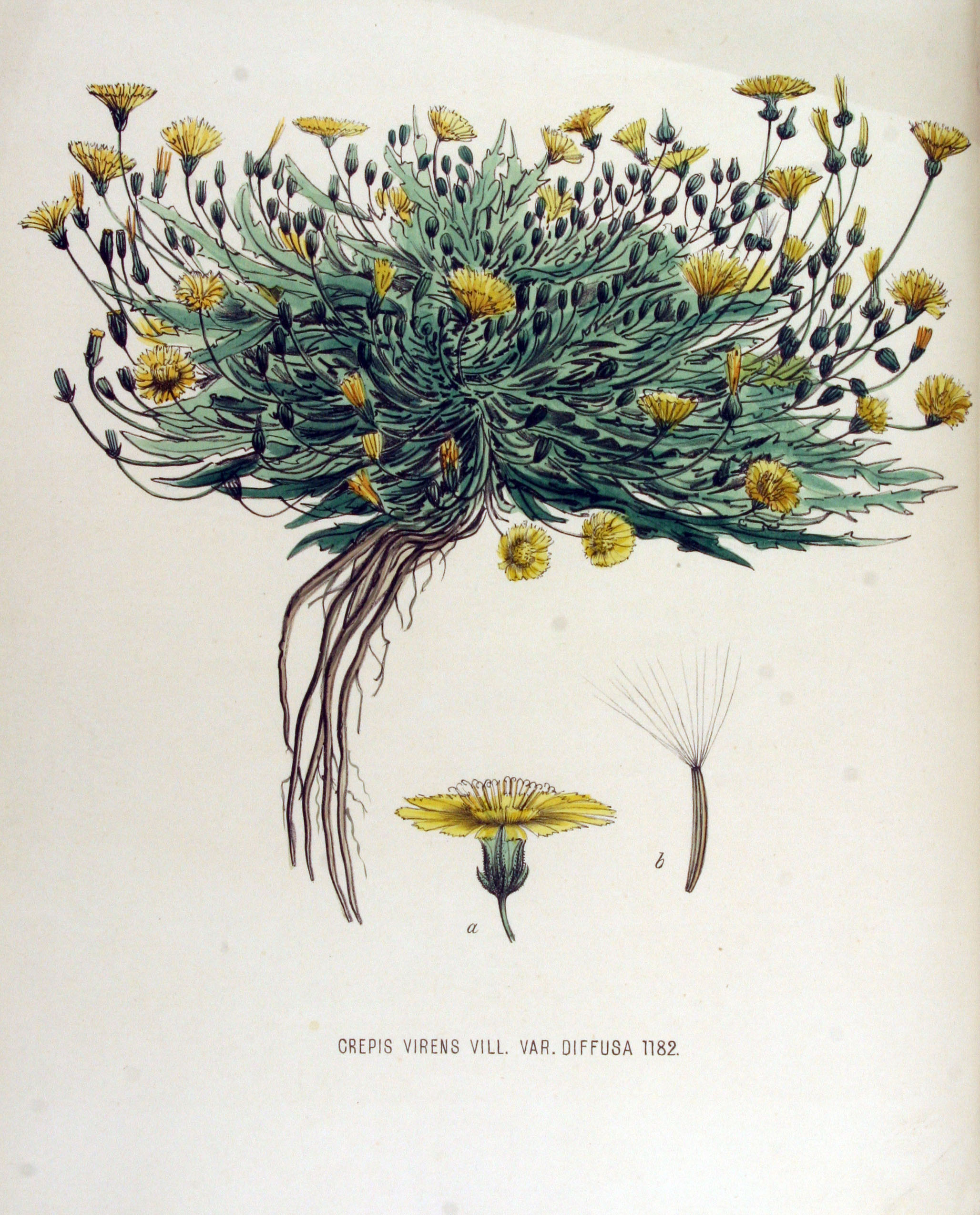
Ilustración

## Descripción
Anual o bienal pelosa, normalmente con muchos tallos de 20-100 cm. Hojas basales numerosas, lanceoladas a oblanceoladas, dentadas o lobuladas con lóbulos dirigidos hacia atrás o bidivididos, hojas caulinares similares, más pequeñas. Capítulos amarillos, 1,5-1,8 cm de diámetro, muchos en una inflorescencia de parte superior plana. Involucro de brácteas lineal lanceoladas, normalmente con pelos glandulares, las externas un tercio o la mitad de largas que las internas. Aquenios pardos, sin picos. Florece desde primavera y hasta el otoño. 

## Hábitat
Habita en praderas, brezales, lugares baldíos y muros.

## Distribución
En el oeste, centro y sur de Europa. Naturalizada o casual en el norte y en el este. En el centro de España en pastizales de hemicriptófitos.

## Taxonomía
Crepis capillaris fue descrita por (L.) Wallr. y publicado en Linnaea 14(6): 657–658. 1840.
Etimología
Crepis: nombre genérico que deriva de las palabras griegas: 
krepis, que significa "zapatilla" o "sandalia", posiblemente en referencia a la forma del fruto.
capillaris: epíteto latíno que significa "como el pelo, capilar".
Citología
Número de cromosomas de Crepis capillaris (Fam. Compositae) y táxones infraespecíficos: n=3.
Sinonimia
- Malacothrix crepoides A.Gray in J.G.Cooper [1860, Pacific Rail. Rep., 12 (2)
- Crepis variabilis Krock. [1790, Fl. Siles., 2 (2) : 326]
- Crepis pinnatifida Willd. [1803, Sp. Pl., 3 (3) : 1604]
- Crepis longepinnatifida Chevall. [1827, Fl. Gén. Env. Paris, 2 : 542]
- Crepis gaditana Boiss. [1845, Voy. Bot. Midi Esp., 2 : 743]
- Crepis bauhiniana Tausch [1829, Flora, 12 (1), Ergänz. : 33]
- Lapsana capillaris L. [1753, Sp. Pl., éd. 1 : 812]
- Crepis virens L. [1763, Sp. Pl., éd. 2 : 1134] [nom. illeg.]
- Crepis polymorpha Wallr. [1822, Sched. Crit. : 426] non Pourr. [1788] [nom. illeg.]
- Crepis diffusa DC.[6]
- Berinia pinnatifida (Willd.) Sch.Bip.
- Crepis agrestis Waldst. & Kit. ex Willd.
- Crepis candollei Sch.Bip.
- Crepis cooperi A.Gray
- Crepis druceana Murr ex Druce
- Crepis leiosperma DC.
- Crepis linifolia Thuill.
- Crepis lusitanica Boiss.
- Crepis lusitanica Boiss. ex Sch.Bip.
- Crepis neglecta M.Bieb.
- Crepis nemorum Pourr. ex Willk. & Lange
- Crepis parviflora Moench
- Crepis sagittata Schur
- Crepis uniflora Thuill.[7]

## Nombre común
- Castellano: almirón, cerraya de cardo, chicoria loquilla, follage bruñido, hieracio mínimo, paciporcas.[4]